# Inglewood (Nouvelle-Zélande)
Pour les articles homonymes, voir Inglewood.
Inglewood est une localité de la région de Taranaki, située dans l’Île du nord de la Nouvelle-Zélande.

## Population
Sa population était de 3 090 habitants lors du recensement de 2006 (recensement de 2006), en augmentation de 144 personnes par rapport à celui de 2001.
En 2013, elle était montée à 3 243 habitants.

## Description

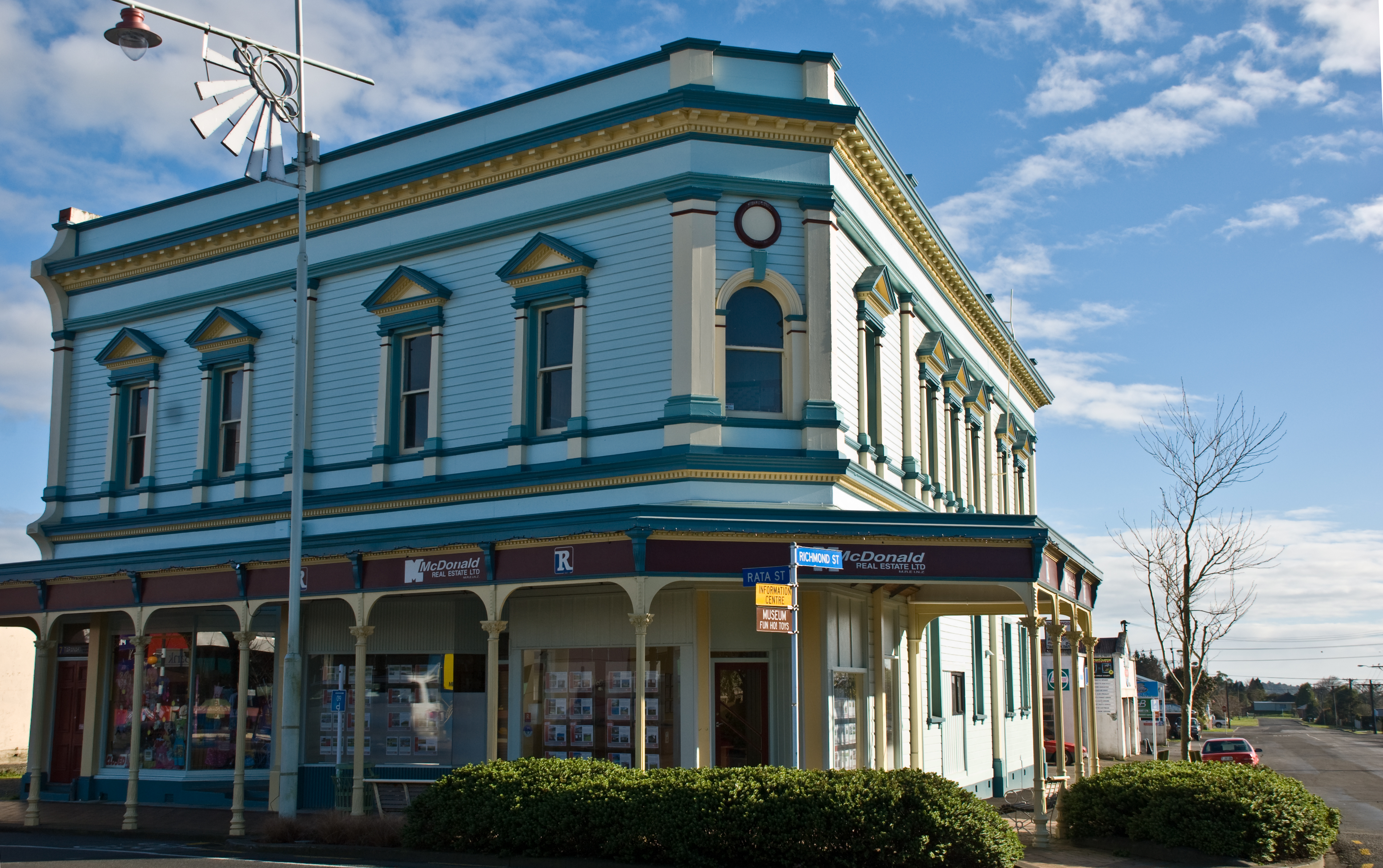
Le bâtiment des magasins de chaussures et un immeuble commercial Victorien dans le centre-ville de Inglewood, inscrit sur la liste de Catégorie II des monuments historiques

Inglewood est localisée à 16 km au sud-est de la ville de New Plymouth, sur le trajet de la route State Highway 3/S H 3 (en), tout près du mont Taranaki/Egmont. La ville siège à 200 m d'altitude.

## Économie
C’est une petite ville de service pour une région principalement de fermes laitières. Bien que située tout près de la cité de New Plymouth, la ville possède les commerces habituels et les structures de services pour la ville et le pays alentour.

## Toponymie
Inglewood fut dénommée par Philip Colin Threkeld pour la forêt d'Inglewood Forest (en) dans la région du Cumberland, en Angleterre.
La ville fut fondée en 1873, et son nom rapidement passa de « Moatown » à « Milton », avant d’être renommée « Inglewood » en 1875 pour éviter la confusion avec la ville de Milton située dans l’Île du Sud.

## Patrimoine
Un certain nombre de bâtiments de la ville sont inscrits sur la liste des Heritage New Zealand. Parmi ceux-ci la gare de chemin de fer et le parc à bestiaux sont les seuls sur la liste de Catégorie I. Le « Shoe Store Building » au coin de Rata et de Richmond Streets est l’un des huit, qui sont listés en Catégorie II.
Le musée National du jouet “Fun Ho! Toy Museum” et l’usine, qui fabriquait une production de jouet en métal, est situé dans le centre d’information de la ville sur la rue principale (sur Rata Street, au coin de Matai Street). Établi par ‘Barry Young’, il est maintenant géré par Richard Jordan.
Inglewood fut le siège de la Moa-Nui Co-operative Dairies factory. En 1992, la laiterie Moa-Nui fusionna avec la laiterie Kiwi Co-operative Dairies et la fabrication fut centralisée à l’usine de Kiwi's Whareroa près de la ville d’Hawera. Jusqu’à récemment, les deux cheminées de l’usine pouvaient être aperçues de plusieurs miles à la ronde.
En  2006, le seul magasin de vêtement d’Inglewood cessa de fournir des sous-vêtements de femme, obligeant le Révérend Anglican ‘Gary Husband’ à commencer un 'knickers-run' vers New Plymouth et organiser des volontaires pour aider au transport de ceux-ci, ce qui nécessite un parcours de 20 km.

## Éducation
Inglewood a un certain nombre d’écoles mixtes.
- L’école Inglewood High School (en) est une école secondaire allant de l'année 9 à 13 avec un taux de décile de 6 et un effectif de 425 élèves[6]. L'école fut établie en 1957[7].

- L’école d’’Inglewood school’ et l’école 'St Patrick' sont des écoles primaires allant de l'année 1 à 8 avec un décile de 5 et un effectif respectivement de 333 élève[8] et 77 élèves[9]. L’école d’Inglewood fut fondée en 1875[10]. L’école St Patrick est une école catholique subventionnée par l’état[11].

## Personnalités notables
Inglewood a fourni une bonne partie des effectifs des All Blacks (John Major (en), Dave "Trapper" Loveridge, Chris Masoe), et aussi l’artiste contemporain majeur :Michael Stevenson , qui a représenté la Nouvelle-Zélande à la Biennale de Venise en 2003.
- Fleur Beale (née Corney) (en) (née en. 1945), écrivain de fiction
- Henry Brown (en) (1842–1921), gestionnaire de scierie, Membre de la Maison des Représentants (1896–1899)[13].
- Dave Loveridge (né en. 1952), joueur des 'All Black'
- Steve Crow , (né en 1957) Porn King[14].

#### Travaux Généraux historiques
- 125th anniversary of Fritz Reuter Polish settlers in Taranaki, 1876-2001, Polish Genealogical Society of New Zealand, 2003. .
- All about Fritz Reuter Place, 1875-2002, Florinda Lambert, 2002. .
- Heritage trail : Inglewood walkway, Mainstrets Inglewood, vers. 1996. .
- Inglewood County, New Zealand Historic Places Trust, 1982.
- David Bade, Nineteenth century West Prussian/Polish immigrants to Taranaki : identity, culture and impact on present-day Taranaki, David Bade, 2006. .
- Robert W. Brown, Index to Te Moa : 100 years history of the Inglewood community, 1875-1975, n.p., n.d.
- Robert W. Brown, Te Moa : 100 years history of the Inglewood community, 1875-1975, Masterprint Press, 1975. .
- Joyce Cornwall, Upper Durham Road : a Taranaki history, Durham C.W.I., 1993. .
- Carolyn Denne, Inglewood : an environmental area, (B.R.P. (Hons.), Massey University), 1991.
- Florinda Louise (Floss) Lambert, All about Inglewood, Florinda Lambert, 1991. .
- J.W. Pobog-Jaworowski, Polish settlers in Taranaki, 1876-1976, Taranaki Polish Centennial Committee, 1977. .
- Dorrie Smillie et Urban Broadmore, 100 years of Dudley School and district, The School, 1993. .
- Derek W. Stewart, Inglewood and the Moa District in 1875, Inglewood Borough Council, vers 1970. .

#### Arts et littérature
- 19 years of drama : Inglewood Dramatic Society, 1975, Inglewood Dramatic Society, 1975. .
- Inglewood : stories and poems of Inglewood, G. Gibson for the Inglewood Writer's Group, vers. 2000. .
- Selina Mackie et David Ertel, Inglewood Dramatic Society Incorporated : celebrating 50 years of exceptional theatre, Inglewood Dramatic Society, 2006. .

#### Histoire du commerce
- Robert W. Brown, A collection of papers on the history of the Brown family, the Rev. Henry Handley Brown (en) and the sawmilling firm of Henry Brown and Co. Ltd, R. W. Brown, vers. 1988.
- John E. Gifford, 100 years of timber : a history of Henry Brown, "the founder of Inglewood" and the company he founded, New Plymouth, [N.Z.], Taranaki Newspapers, 1963.
- R. H. Griffin, BNZ Inglewood : a century of service, 1878-1978, Wellington, [N.Z.], BNZ Archives, 1978.

#### Églises

##### Anglicane
- All about St. Andrew's Anglican Church, Inglewood and, other Anglican churches in the outer Inglewood district, n.p., n.d. .
- Robert W. Brown, A short history of the parochial district of Saint Andrew's, Inglewood, R. W. Brown ; Taranaki Newspapers, 1969. .

##### Catholique
- Pat Julian, A history of the Sacred Heart Parish, Inglewood, P. Julian, 2000. .

##### Méthodiste
- John Cyril Robert Ashworth, Souvenir to celebrate the 70th anniversary of the Inglewood Methodist Church, 1876-1946, Taranaki Daily News, 1946. .

#### Clubs et organisations
- Inglewood : stories and poems of Inglewood, G. Gibson for the Inglewood Writer's Group, c. 2000. .
- Inglewood Fire Brigade & Ambulance : station opening, Inglewood Fire Brigade, 1999. .
- T. H. Dickson et J. K. Hammonds, Lodge Moa No. 110 : 100 years, 1896-1996, The Lodge, 1996. .
- G. Helen (ed.) Mackie, Inglewood United Rugby Football Club centennial, 1898-1998, The Club, 1998. .
- Selina Mackie et David Ertel, Inglewood Dramatic Society Incorporated : celebrating 50 years of exceptional theatre, Inglewood Dramatic Society, 2006. .

#### Environnement
- John A. Franks, Ngatoro Stream Catchment, Taranaki Catchment Commission, 1980.

#### Cartes
- New Zealand Department of Lands & Survey, Map of New Plymouth, Oakura, Inglewood, Waitara (3rd. ed.), Department of Lands and Survey, New Zealand,, 1984.

NOTE: Scale = 1: 12 500
- New Zealand Department of Lands & Survey, Streetfinder New Plymouth : Oakura, Waitara, Inglewood (4th. ed.), New Zealand Department of Lands and Survey,, 1987.

NOTE: Scale = 1: 15 000
- New Zealand Department of Lands & Survey, Streetfinder New Plymouth : Inglewood, Oakura, Okato, Urenui, Waitara (5th. ed.), New Zealand Department of Lands and Survey, 1995. . (échelle = 1: 15 000)

#### Personnalités
- 125th anniversary of Fritz Reuter Polish settlers in Taranaki, 1876-2001, Polish Genealogical Society of New Zealand, 2003. .
- David Bade, Nineteenth century West Prussian/Polish immigrants to Taranaki : identity, culture and impact on present-day Taranaki, David Bade, 2006. .
- Robert W. Brown, A collection of papers on the history of the Brown family, the Rev. Henry Handley Brown and the sawmilling firm of Henry Brown and Co. Ltd, R. W. Brown, c. 1988.
- John E. Gifford, 100 years of timber : a history of Henry Brown, "the founder of Inglewood" and the company he founded, Taranaki Newspapers, 1963. .
- Florinda Louise (Floss) Lambert et Mary Dobson, Honours awarded to Inglewood people, n.p., n.d. .
- Florinda Louise (Floss) Lambert et Mary Dobson, Inglewood awards and outstanding citizens, New Plymouth Library, 2001. .
- Margaret Poletti, The Inglewood Laurences, M. Poletti, c. 1998. .

#### Écoles
- Inglewood High School 25th jubilee celebrations, 4–6 June 1982, Jubilee Committee, 1982. .
- Waitoriki School 125 years, 1880-2005, Waitoriki School Jubilee Committee, 2005. .
- St. Patrick's Convent School, Inglewood : 75th jubilee, Mai 29–30-31, 1981, St. Patrick's Convent School Jubilee Committee, 1981. .
- Janet Hunt, Three cheers fifty years : Inglewood High School, 1957-2007, Inglewood High School History Publication Committee, 2007. .
- Diane Richardson, Inglewood Primary School 125th jubilee : Easter 2000, Inglewood Primary School, 2000. .
- Dorrie Smillie et Urban Broadmore, 100 years of Dudley School and district, The School, 1993. .